# Konstantinov slavoluk
Konstantinov slavoluk je slavoluk s trojim vratima izgrađen za cara Konstantina I. (312. – 315.) nedaleko od Koloseja u Rimu. Najveći je i skulpturama najukrašeniji slavoluk antike.
Slavoluk je podignut nakon bitke na Milvijskom mostu i opisuje tu odlučnu bitku na jednom malenom frizu svoga reljefnog ukrasa. Ostali ukras je uzet gotovo u cijelosti s drugih, starijih spomenika, i to djelomice zato da se spomenik brzo dovrši, ali i da navijesti povratak dobre vladavine. Svi ti reljefi potječu od „dobrih“ careva: Trajana, Hadrijana i Marka Aurelija.

## Reljefi
Reljefi koji prikazuju borbe s Dačanima prvotno su bili ukras Trajanova foruma dovršenog 113. godine gdje su tvorili znatno duži niz od onog koji bi se mogao sastaviti iz dijelova na Konstantinovom slavoluku i iz drugih sačuvanih fragmenata. Ratni prizori izmjenjuju se sa scenama alegorijskog karaktera. Stil ovih reljefa na kojima su likovi tijesno zbijeni jedan uz drugog i na kojima ima više diferencijalnih slojeva nadovezuje se na flavijsku umjetnost.
Osam okruglih reljefa s Konstantinovog slavoluka prvotno je bilo smješteno u parovima na tetrapilonu, četverovratnom spomeniku kojim je Hadrijan ovjekovječio svoje lovačke uspjehe. Svakom lovačkom prizoru odgovara i žrtva, dva reljefa opisuju polazak u lov i žrtvovanje pri povratku. 
Reljef koji je nekad ukrašavao slavoluk Marka Aurelija predstavlja „congiarium“, dijeljenje novca rimskom puku u povodu pobjede nad Markomanima. U dvjema zonama što su jedna nad drugom prikazan je car sa svojim pratiocima. Stupovi iza njih vjerojatno predstavljaju Faustin hram.
Iz doba samog Konstantina potječu impresivni „tondi“ na užim stranama koji su prikazivali Selenu, božicu mjeseca kako zalazi, i Sola, boga sunca koje se rađa.
Vodoravni reljefni friz koji se nalazi ispod Hadrijanovih medaljona prikazuje Konstantinov govor na Forumu.  Konstantin, danas bez glave, stoji na „rostri“, javnoj platformi, i drži govor. Na obja kraja platforme nalaze se skulpture Hadrijana i Marka Aurelija, careva koji su oživjeli grčki stil u rimskoj umjetnosti. Poredane u nizu s obje strane platforme su figure iza kojih su nizovi arkada i stupova. U usporedbi sa starijim reljefima, odmah se uočava manjak realizma na Konstantinovim: proporcije individualnih figura su zdepaste, njihove glave su uvećane, njihove poze se ponavljaju i klesane su mnogo pliće, tj. plošnije.
Mnogi smatraju da je Konstantinov slavoluk djelo dekadencije, zbog oskudne izvornosti i samovoljnog udruživanja kiparskih reljefa iz prethodnih razdoblja s izbušenima i nerazrađenima iz 4. st. No, reljefi iz dva različita razdoblja javljaju se na istom luku kako bi podsjetili gledatelje na carski autoritet koji se temelji na „dobroj“ tradiciji.

## Poveznice
- Umjetnost starog Rima
- Slavoluk